# Zaunkönig (Torpedo)
Zaunkönig war der Deckname für einen Torpedo der deutschen Kriegsmarine mit akustisch gesteuerter Eigenlenkung. Die offizielle Typbezeichnung lautete T V oder G7es. Das alliierte Kürzel für den Torpedo lautete GNAT (German Navy Acoustic Torpedo).

## Geschichte
Der Zaunkönig wurde im Zweiten Weltkrieg auf dem Torpedowaffenplatz Gotenhafen-Hexengrund der Kriegsmarine unter Federführung der Physikalisch-Technischen Reichsanstalt (Berlin-Charlottenburg), weiteren Instituten sowie der Industrie entwickelt. Der Vorläufer war der G7e/T IV mit dem Decknamen „Falke“, der im März 1943 eingeführt worden war, aber nur auf drei U-Booten zum Einsatz kam, da bereits im September desselben Jahres der Zaunkönig zur Verfügung stand, der schneller war, über eine größere Reichweite verfügte und sowohl mit Magnet- als auch mit Aufschlagzündern ausgerüstet werden konnte.
Nachdem mindestens ein Boot – U 972 – wahrscheinlich von seinem eigenen akustischen Torpedo versenkt worden war, schrieb die Dienstvorschrift bei der Verwendung von Zaunkönig-Torpedos vor, dass das U-Boot nach dem Abschuss sofort auf mindestens 60 Meter Tauchtiefe zu gehen hatte, um den Zaunkönig nicht durch die eigenen Schraubengeräusche zum U-Boot zurückzulenken. Nach einem Abschuss aus den Heckrohren hatte im Boot absolute Ruhe zu herrschen.
Im Kriegsverlauf entwickelten die Alliierten den Foxer als Gegenmittel. Dies war ein geräuscherzeugender Schlepptäuschkörper, der hinter dem Schiff hergezogen wurde und dem Zaunkönig als Täuschziel dienen sollte. Der Foxer erreichte häufig sein Ziel, jedoch führten auch abrupte Änderungen der Schraubendrehzahl dazu, dass der Torpedo die Geräuschquelle verlor. Dennoch machten deutsche U-Boot-Besatzungen meistens den Foxer für die Misserfolge verantwortlich und bezeichneten Foxer-Geräte häufig als „verdammte Radattelbojen“.
Trotz einiger Erfolge insbesondere gegen verfolgende Zerstörer und Korvetten detonierte der Zaunkönig oft hinter dem feindlichen Schiff, da die akustische Lenkung noch sehr ungenau war. Dies zeigte sich besonders beim ersten Großeinsatz des Zaunkönigs vom 20. bis zum 24. September 1943 bei den Angriffen auf den Konvoi ON-202, gegen den die aus 20 U-Booten bestehende nach Maßgaben der Rudeltaktik agierende Gruppe „Leuthen“ eingesetzt wurde. Alle U-Boote der Gruppe „Leuthen“ waren hierfür mit den neuartigen Torpedos ausgestattet worden. Die Kommandanten gingen bei jeder gehörten Torpedodetonation von einem Treffer aus und meldeten nach der Schlacht die Versenkung von insgesamt neun Handels- und fünfzehn Geleitschiffen, zudem sollten zwei weitere Handelsschiffe beschädigt worden sein. Karl Dönitz wertete den Einsatz angesichts dieser Versenkungszahlen als vollständigen Erfolg, bei dem sich die neuen Torpedos – neben dem neuen Funkmessgerät Zypern, auch „Wanze“ genannt – als entscheidender Faktor erwiesen hätten. Die tatsächlichen alliierten Verluste beliefen sich allerdings lediglich auf sechs Handelsschiffe. Von den Geleitschiffen waren der kanadische Zerstörer St Croix, die Korvette Polyanthus sowie die kanadische Fregatte Itchen versenkt worden. Die falsch eingeschätzten Erfolge, die den neuen T5-Torpedos zugeschrieben wurden, führten zu einer Falschbewertung des „Zaunkönigs“ – tatsächlich lag die Anzahl der hiermit erzielten Versenkungen nicht über den Zahlen, die mit den herkömmlichen Torpedos erreicht worden waren.
Auch das Gegenmittel der Alliierten, der Foxer, erwies sich als nachteilig, da das Aussetzen und Einholen mit einem hohen Zeitaufwand verbunden war und der Schlepp der Geräuschbojen die Geschwindigkeit auf 14 Knoten (26 km/h) und die Manövrierfähigkeit des schleppenden Geleitfahrzeugs generell herabsetzte. Zudem konnten die abgegebenen Geräusche auch feindliche U-Boote erst auf einen Geleitzug aufmerksam machen, ebenso wurden durch den Geräuschpegel die Sonargeräte für die Dauer des Einsatzes nutzlos.
Eine verbesserte Variante war der Zaunkönig II, der Geleitfahrzeuge schon bei niedrigeren Geschwindigkeiten erfassen konnte.

## Technik
Ausgestattet war der Zaunkönig mit einer passiv wirkenden akustischen Zielsteuerungsanlage. Diese bestand aus zwei Horchempfängern mit Magnetostriktionsschwingern, welche die Schallwellen von Schiffspropellern auffing und deren Empfangsrichtung über eine pneumatisch-elektrische Autogyroanlage auf das Ruder übertrug.
Der Zaunkönig war ein lageunabhängiger Torpedotyp, d. h., er konnte aus jeder Lage des U-Bootes zum Feind heraus abgeschossen werden und suchte sich nach einer vorgegebenen Sicherheitslaufstrecke sein Ziel anhand der Schraubengeräusche des feindlichen Schiffes.

## Technische Daten
- Nomenklatur:
  - Offizielle Bezeichnung: T 5
  - Torpedomodell: G7es
  - Deckname: Zaunkönig I
- Ausmaße:
  - Ø: 533,4 mm
  - Länge: 7163 mm
  - Masse: 1511 kg
- Fahrleistung:
  - Antrieb: E-Motor
  - Geschwindigkeit: 24,5 kn
  - Reichweite: 5,7 km
- Sprengkopf: 274 kg Schießwolle 36

## Zaunkönig II

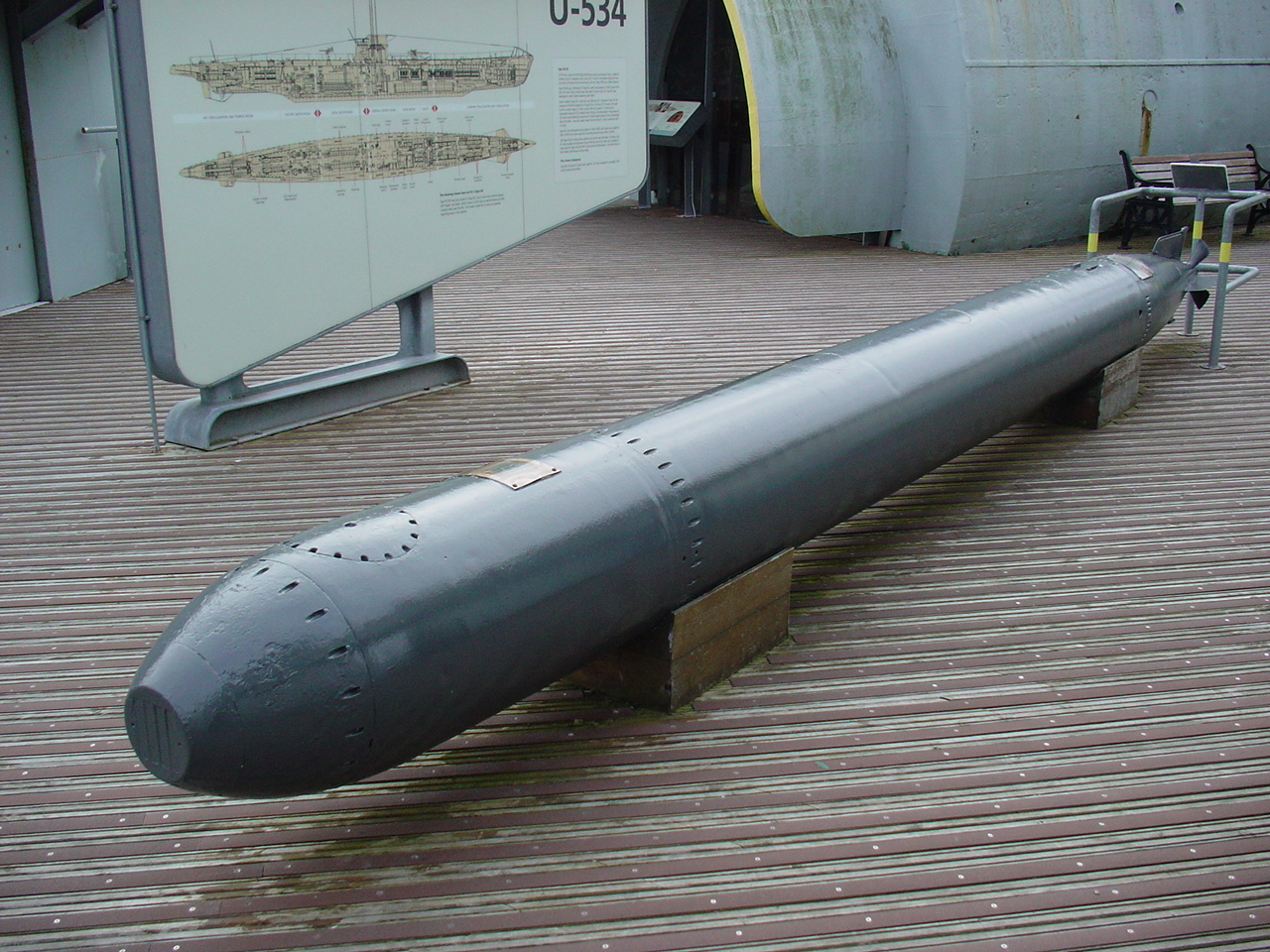
T11 aus U 534 in der U-Boat Story Exhibition in Birkenhead.

Anfang 1944 wurde der verbesserte „Zaunkönig II“ eingeführt. Die offizielle Bezeichnung lautete T 11. Er unterschied sich darin von seinem Vorgänger, dass die akustische Eigenlenkung in puncto Zielgenauigkeit verbessert wurde und dass er auf Maschinengeräusche ab zehn statt zwölf Knoten ansprach. Es wurden jedoch nur 38 Exemplare gebaut, von denen mindestens die drei aus dem 1993 gehobenen Boot U 534 erhalten sind.

## Geier
Der Höhepunkt akustischer Eigenlenkung war der Torpedo „Geier“. Er verfügte über eine aktive akustische Eigenlenkung mittels Echopeilung, wurde im Sommer 1944 erstmals getestet und im Herbst des Jahres in Dienst gestellt. Durch die komplizierte Montage sind jedoch nur zwischen 50 und 100 Torpedos ausgeliefert worden. Die Präzision war theoretisch um einiges höher als die des Zaunkönigs, und die „Foxer“-Täuschkörper wurden wirkungslos. Trotzdem waren die Erfolge wegen der unausgereiften Technik und der schlechten Kriegslage gering. Die Lenkung des „Geier“ bekam nach einer Einstellung durch den Waffenoffizier am Torpedo eine (sehr ungenaue) dritte Dimension. So hätte man den Torpedo auch mit Lenkung gegen getauchte U-Boote abschießen können.